# Fukuda Ki-23
Die Fukuda Ki-23 war ein Segelflugzeug, das in den späten 1930er Jahren in Japan gebaut wurde. Es war ein zweisitziges Segelflugzeug in Schulterdeckerauslegung. Seine Struktur wurde aus Holz gefertigt.

## Technische Daten
| Kenngröße              | Daten Ki-23 |
| ---------------------- | ----------- |
| Besatzung              | 2           |
| Länge                  | 7,60 m      |
| Spannweite             | 17,00 m     |
| Flügelfläche           | 21 m²       |
| Flügelstreckung        | 13,8        |
| Leermasse              | 276 kg      |
| Startmasse             | 426 kg      |
| Schleppgeschwindigkeit | 70,3 km/h   |